# Most obwodnicy nad Kanałem Bydgoskim
Most obwodnicy Bydgoszczy – most drogowy na Kanale Bydgoskim w Bydgoszczy.

## Lokalizacja
Most drogowej obwodnicy Bydgoszczy spina brzegi Kanału Bydgoskiego na zachodniej granicy miasta Bydgoszczy.
Przez przeprawę wiedzie droga krajowa nr 10. W bezpośrednim sąsiedztwie obiektu od strony zachodniej znajduje się śluza Osowa Góra na Kanale Bydgoskim, natomiast ok. 700 m na wschód śluza Prądy.

## Historia
Pierwszy, łukowy, jednoprzęsłowy most o długości 39,4 m, szerokości 12 m i nośności 30 t powstał w tym miejscu w 1963 roku podczas budowy południowej obwodnicy drogowej Bydgoszczy na odcinku Pawłówek – Białe Błota – Stryszek – Przyłubie. Elementem nośnym obiektu były dwa dźwigary łukowe z betonu sprężonego, połączone żelbetowymi poprzecznicami, na których opierała się monolityczna płyta pomostu. Most mieścił jedną jezdnię o dwóch pasach ruchu i szerokości 7 m oraz chodniki dla pieszych o szerokości 1,07 m. Podporami były przyczółki żelbetowe posadowione na palach wbijanych. Przestrzeń żeglugowa pod mostem wynosiła 5,6 × 15 m. W 2003 roku przeprowadzono remont obiektu na podstawie projektu opracowanego przez mgr inż. Eugeniusza Fryzowskiego. Prace objęły m.in. wymianę izolacji oraz zabezpieczenie antykorozyjne betonu.
W 2018 obok mostu rozpoczęto budowę przeprawy tymczasowej, która umożliwiła rozbiórkę mostu z 1963 i budowę na wschód od niego nowego mostu o długości 90 m i szerokości ponad 14 m, którego górny poziom służyć będzie ruchowi na drodze ekspresowej S5, a poziom dolny będzie przeznaczony dla ruchu lokalnego. Ruch na tymczasowej przeprawie rozpoczął się 4 lipca 2019, a stary most został rozebrany w ciągu kolejnych 2 miesięcy. Ruch na nowym obiekcie zapoczątkowano w początku grudnia 2020.

## Dane techniczne
Zarządcą obiektu jest Wydział Mostów Oddziału Generalnej Dyrekcji Dróg i Autostrad w Bydgoszczy.

## Obciążenie ruchem
Most należy do obiektów średnio obciążonych ruchem drogowym w Bydgoszczy, z uwagi na to, że zbiera on głównie ruch tranzytowy. Pomiar ruchu w 2006 r. wykazał, że w szczycie komunikacyjnym przejeżdża przezeń ok. 650 pojazdów na godzinę.